# Mários Chartsiótis
Mários Chartsiótis (grec moderne : Μάριος Χαρτσιώτης), né le 28 septembre 1963 à Nicosie (Chypre), est un avocat et homme politique chypriote. Il est nommé ministre de la Justice chypriote en janvier 2024.